# Сиксай, Геннадий
Геннадий Сиксай (венг. Szikszai Hennagyij; род. 18 сентября 2007, неизвестно) — венгерский футболист, нападающий клуба Национального чемпионата II «Кишварда».

## Клубная карьера
Сиксай — воспитанник клуба «Кишварда». 12 мая 2024 года матче против «Мезёкёвешда» он дебютировал в чемпионате Венгрии.